# Myomere
Die Myomere (genannt auch Myokomma oder im deutschen Muskelsegment) ist ein Muskelabschnitt (Segment) in der Rumpfmuskulatur der Chordatiere, der Gliederfüßer und der Ringelwürmer. Die Myomeren (Myokommata) sind durch Sehnen oder Sehnenplatten (Myosepten) miteinander verbunden.
Bei den Chordatieren sind die Myomeren besonders deutlich in der Rumpfmuskulatur der Lanzettfischchen, Schleimaale, Neunaugen und Fische zu sehen. Auch in der Bauchmuskulatur der Säugetiere (Musculus rectus abdominis) sind Myomeren zu erkennen.
Das Wort stammt von griechisch mys („Muskel“) und meros („Teil“).

## Quelle
- Lexikon der Biologie. Band 6, Verlag Herder, Freiburg im Breisgau 1985, ISBN 3-451-19646-8, S. 86.